# Forebyggende Krig
Forebyggende Krig è il primo singolo del gruppo black metal norvegese Darkthrone, pubblicato il 23 novembre 2006 da Peaceville Records. Il disco è stato pubblicato solo sotto forma di 7" in edizione limitata a 1 000 copie acquistabile esclusivamente su internet.
Contiene due tracce inedite, di cui una è Bad Attitude, cover dei Testors in seguito inclusa anche nell'EP NWOBHM.

## Tracce
1. Forebyggende Krig – 3:41
2. Bad Attitude (Testors cover) – 1:42

## Formazione
- Nocturno Culto - chitarra, basso, voce (traccia 1), voce di accompagnamento (traccia 2)
- Fenriz - batteria, voce (traccia 2), voce di accompagnamento (traccia 1)

### Crediti[1]
- Kim Sølve - artwork
- Trine Paulsen - artwork